# Mariano Arista
José Mariano Martín Buenaventura Ignacio Nepomuceno García de Arista Nuez fou president de Mèxic de 1851 a 1853 i veterà de guerra. Va nàixer a San Luis Potosí el 26 de juliol de 1802 i va morir a l'alta mar, a bord del vaixell anglès Tagus en camí de Lisboa a França el 7 d'agost de 1855.
Originalment Arista fou oficial de l'Exèrcit Reialista. Després de la independència de Mèxic, Arista fou part del gabinet d'Antonio López de Santa Anna. El 1846 va rebre el comandament de l'Exèrcit del Nord enviat a fer fora els invasors nord-americans que havien ingressat al territori que disputaven. Aquesta batalla fou la catalitzadora de la Guerra de Mèxic-Estats Units (1846-1848). Arista era comandant de les tropes mexicanes durant la batalla de Palo Alto i la batalla de Resaca de la Palma. Les seves accions militars han estat debatudes pels historiadors. Considerat un militar valent, Arista era republicà, membre de la facció liberal, i per tant, enemic natural de l'equip conservador amb qui treballava. En les batalles, Arista havia de lidiar amb les divisions polítiques internes del seu equip. Després de la Resaca de la Palma, el govern mexicà destituí Arista, culpat de les derrotes. En fou absolt, però Arista no va tornar pas a participar activament en la guerra.
El 1851 Arista succeí José Joaquín de Herrera com a president. Durant el seu mandat va provar d'estabilitzar el pressupost de la nació. Atesa la resistència conservadora contra el seu govern, va renunciar a la presidència i es va exiliar el 1853. Va morir en camí cap a França des de Lisboa el 1855.
Les seves restes foren tornades a Mèxic, i la facció liberal l'anomenà heroi nacional. El 8 d'octubre de 1881 van ser sebollides a la Rotonda de les Persones Il·lustres.